# Markiplier
Markiplier, pseudonimo di Mark Edward Fischbach (Honolulu, 28 giugno 1989), è uno youtuber e comico statunitense. Originario dell'isola di O'ahu nelle Hawaii, Fischbach ha iniziato la sua carriera a Cincinnati in Ohio. Attualmente risiede a Los Angeles, in California. Il suo canale ha oltre 30 milioni di iscritti, oltre 14 miliardi di visualizzazioni, ed arrivato ad essere il 29° canale YouTube per numero di visualizzazioni e 58º per totale di iscritti. I video di Fischbach rientrano per la maggior parte nella categoria dei Let's Play, in quanto si basano sui suoi commenti e reazioni ai videogame da lui giocati, specialmente indie e di genere survival horror o azione.

## Biografia
Nacque al Tripler Army Medical Center di Honolulu, nelle Hawaii, figlio di un militare.
Al momento del congedo del padre si trasferì con la famiglia a Cincinnati, in Ohio. All'età di 18 anni a suo padre venne diagnosticato un tumore ; questo evento lo convinse a studiare ingegneria biomedica all'Università di Cincinnati , ma abbandonò poi gli studi per proseguire la sua carriera su YouTube.

## Carriera su YouTube

### Stile
Fischbach è noto per il suo stile iperattivo: urla, grida, impreca e persino piange, durante gli stream. Sia nel videogioco survival, Five Nights at Freddy's, Amnesia: The Dark Descent che nei rispettivi sequel, è noto per reagire ad ogni minimo evento.
Nei suoi video utilizza spesso nei sottotitoli eufemismi del tipo, "duck" o "luck" al posto di "fuck", sebbene non censuri l'audio del turpiloquio. Il marchio del suo canale sono dei baffi rosa (in riferimento al suo fittizio alterego "Wilford Warfstache").
Nel settembre 2015 si è tinto in parte i capelli in rosa, in seguito in blu e, infine, nel 2016 rossi, salvo poi tornare al suo colore naturale. È inoltre conosciuto per essere notevolmente amorevole e premuroso verso i suoi fan. Fischbach realizza spesso vlog per parlare con la comunità dei suoi iscritti di vari argomenti, come ispirazioni o aggiornamenti su viaggi e fiere.
Frequenta regolarmente fiere, comprese PAX, VidCon, e il San Diego Comic-Con International, dove si impegna a firmare autografi, ad partecipare ad incontri e a giurie. Al fine di incontrare i fan è stato coinvolto nella Make-A-Wish Foundation.

### Format del canale
Fischbach è conosciuto soprattutto per avere giocato numerosi videogiochi horror, come: Five Nights at Freddy's, Amnesia: The Dark Descent e i rispettivi sequel, ma anche videogioci di altro genere come: Happy Wheels, Surgeon Simulator 2013, Minecraft, Slender: The Eight Pages e Subnautica. I programmatori di quest'ultimo hanno inserito nel gioco, come ringraziamento, una bambolina che lo raffigura .
Crea inoltre video sketch in collaborazioni con altri canali YouTube analoghi.
Fischbach ha inoltre collaborato con numerosi altri canali YouTube celebri come Jacksepticeye, LordMinion777, Muyskerm, PewDiePie, Matthias, Game Grumps, Cyndago, Yamimash, Jacksfilms, CaptainSparklez, Egoraptor e LixianTV.
Ha inoltre collaborato nella realizzazione di un video con l'attore, comico e musicista Jack Black  ed è stato ospite del comico Jimmy Kimmel. Ha recitato nella serie Asdfmovie del comico TomSka, nel film diretto da Alexander Winter, Smosh: The Movie, nella serie talevisiva statunitense, Gamer's Guide to Pretty Much Everything del canale Disney XD, nella panoramica YouTube Rewind 2015 e nel Five Nights at Freddy's: The Musical.
Un evento ricorrente nel canale di Fischbach sono video in diretta per la raccolta di fondi per beneficenza, durante i quali gioca a videogiochi raccogliendo donazioni a favore di enti come il Cincinnati Children's Hospital Medical Center, la Depression and Bipolar Support Alliance e la Best Friends Animal Society.
Secondo quanto riportato da Fischbach, sono stati raccolti, a fine luglio 2016, anche con sue donazioni, un totale di 1.118.645,14$ . Iniziò a tingersi i capelli proprio per una di queste raccolte fondi, insieme con i suoi amici Cyndago e Jacksepticeye, tuttavia scelse di continuare a farlo fino al 2016.

### Storia

#### Primi anni e cambio in MarkiplierGAME
Fischbach si iscrisse a YouTube il 26 maggio 2012, creando un canale dal nome Markiplier.
La prima serie di video pubblicata fu sul videogioco Amnesia: The Dark Descent. Dopo numerosi altri video su Penumbra e Dead Space, YouTube bannò l'account Google AdSense. Sebbene richiese una revisione, non ebbe successo. A causa di ciò, il suo nuovo e corrente canale venne chiamato "MarkiplierGAME".

#### Crescita e trasferimento a Los Angeles

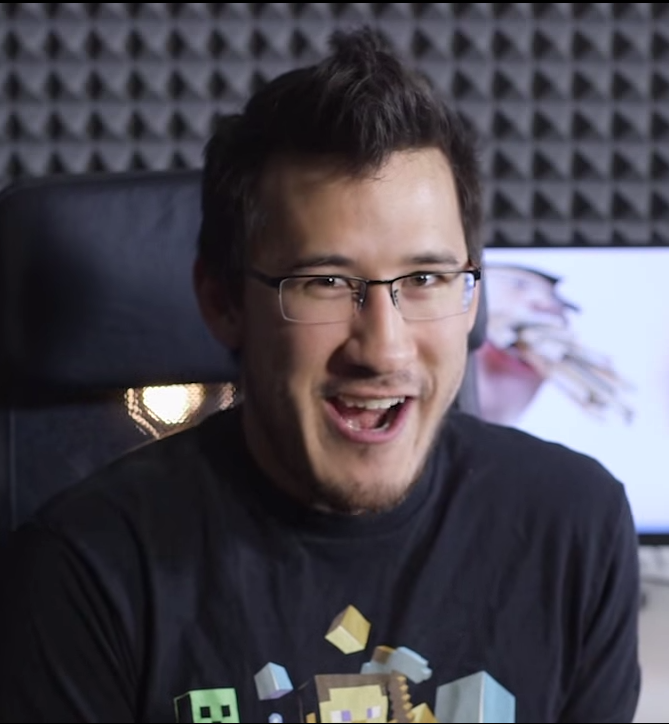
Markiplier nel 2014

Nel 2014, il canale MarkiplierGAME si classificò 61°, secondo la rivista online NewMediaRockstars, sulla Top 100 canali sulla rivista .
Nello stesso anno, Fischbach annunciò la pianificazione per un trasferimento a Los Angeles al fine di essere più vicino ad altre risorse per il suo canale, come la sede di YouTube e altri creatori di contenuti .
Fischbach apparve nel settembre 2014 nel programma televisivo statunitense Jimmy Kimmel Live!  a causa delle reazioni sia delle sue battute pubblicate su YouTube che al video di Let's play .
Nel 2015 venne classificato 6° in una lista delle 20 celebrità più influenti tra gli adolescenti negli Stati Uniti.

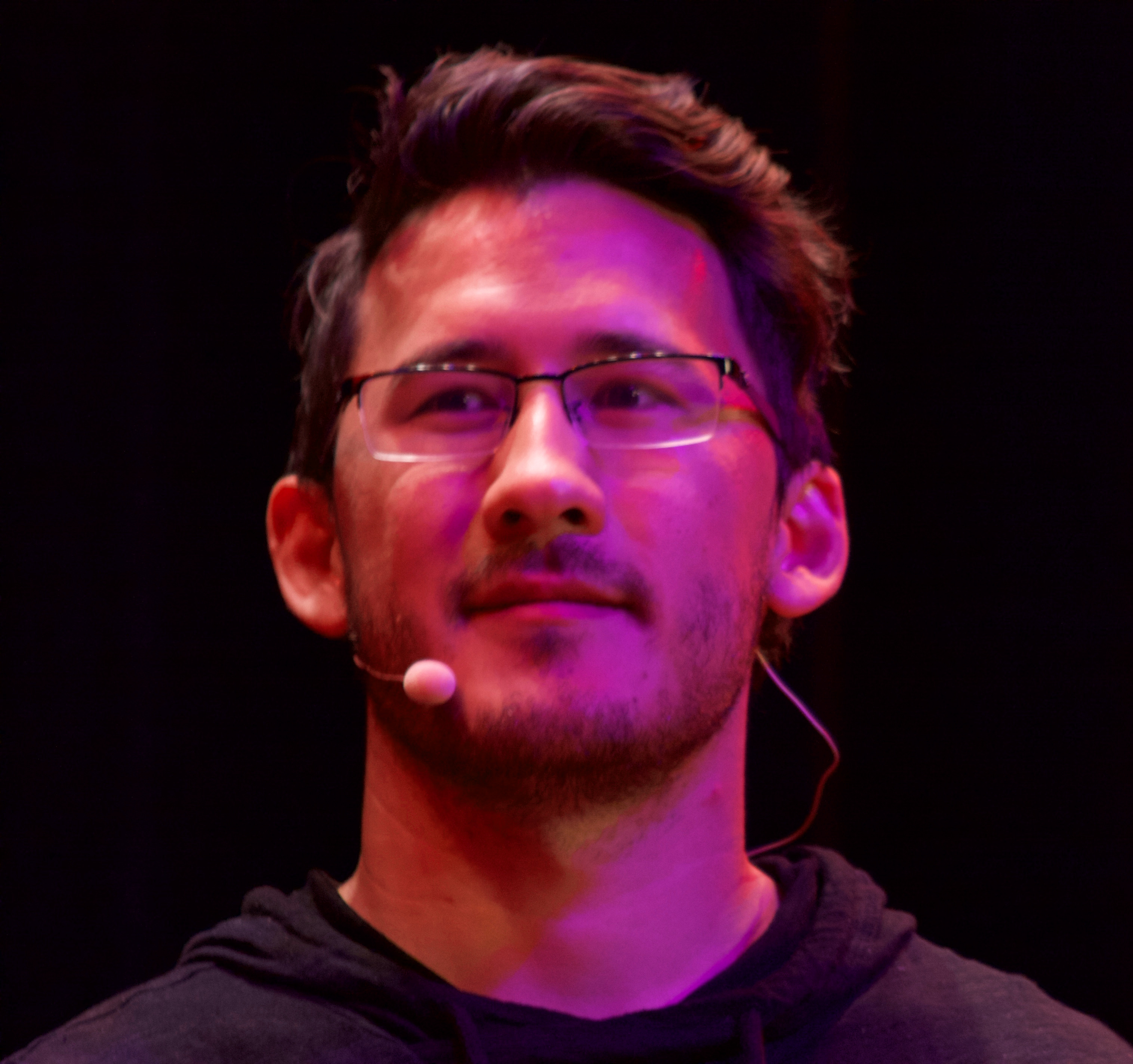
Fischbach al PAX Prime 2015

#### Interruzione e arrivo a 10 milioni di iscritti
All'inizio del 2015, Fischbach viveva con gli youtuber Daniel Kyre e Ryan Magee, creatori del canale di musica e sketch, Cyndago. In seguito Matt Watson della Maker Studios, dopo essersi trasferito a Los Angeles, si unì a Cyndago.
Il loro lavoro è noto per finali inattesi e umorismo nero, spesso disturbante . Cyndago si sciolse in seguito alla morte di Daniel Kyre .
All'epoca dello scioglimento, il gruppo aveva creato quaranta sketch e quattordici canzoni originali, molte delle quali in collaborazione con Fischbach . Dopo la morte di Daniel Kyre, Fischbach fermò l'attività del canale fino al 5 ottobre del 2015 .  Il suo ritorno del 15 ottobre 2015, precedette di poco il raggiungimento di 10 milioni di iscritti .
Alla fine del 2015 Fischbach annunciò in un video di avere deciso di astenersi dall'assumere bevande alcooliche a causa di una sindrome genetica dovuta alla mancanza di un enzima necessario proprio alla digestione dell'alcool. La decisione avvenne in seguito ad un incidente dove fu ricoverato in ospedale e diagnosticata questa patologia. A causa di ciò annunciò anche la fine della popolare serie Drunk Minecraft .
Fischbach co-ospitò l'edizione 2015 del South by Southwest (SXSW) Gaming Awards in collaborazione con la doppiatrice Janet Varney di Avatar partecipando da protagonista allo YouTube Rewind dell'anno.

### Continua crescita
Nel gennaio 2016 Fischbach firmò un contratto con i Marker Studios insieme ad altri youtuber come, Jacksepticeye e PewDiePie. In quell'anno inizia ad integrare nel suo canale video brevi scenette comiche, mostrando la sua aspirazione all'improvvisazione teatrale.
Nel febbraio 2017 Mark creò un video in stile librogame intitolato, A Date With Markiplier (Un appuntamento con Markiplier) in cui lo spettatore segue una storia attraverso molteplici scelte per arrivare a differenti finali, diventando una serie molto apprezzata dai fan. Nel 2017 il canale supera persino i 15 milioni di iscritti.
Nel 2016 formò una squadra di collaboratori che lo aiutano nella creazione e nell'editing dei suoi video, di cui fanno parte i suoi amici Ethan, Tyler, Kathryn e la sua ragazza Amy . La collaborazione lavorativa con questi amici si è poi interrotta nel 2018, per cui dal 2019, è lo youtuber Lixian a realizzare tutti gli editing dei video.
Il 29 marzo 2018 annunciò che il suo canale YouTube aveva superato i 20 milioni di iscritti .
Nell'ottobre 2019 Fischbach annunciò una nuova storia in stile librogame simile a A Date With Markiplier, una produzione YouTube Originals intitolata A Heist With Markiplier (un colpo con Markiplier). Prodotta da Fischbach e Rooster Teeth, questa serie di video contiene 31 possibili finali e altre celebrità di YouTube come Rosanna Pansino, Matthew Patrick, e Game Grumps .
Il 15 novembre 2019, Fischbach lanciò, insieme al suo amico Ethan Mark Nesto, un nuovo canale dal nome, Unus Annus ("un anno" in latino), un canale dove ogni giorno viene pubblicato un singolo video, prima di essere cancellato per sempre dopo un anno insieme a tutti gli altri video.
Il canale ha avuto subito successo raggiungendo il milione di iscritti in solo cinque giorni  e due milioni di iscritti dopo due mesi.
L'ultimo giorno della vita del canale, Mark e Nestor hanno realizzato un livestream di dodici ore, dal titolo, Goodbye, in cui hanno commentato alcuni dei loro video parlando con alcuni dei montatori. Nell'ultima ora della diretta hanno iniziato a cancellare i loro vari social e, quando il timer arrivò a zero, chiusero il canale, che, a quel momento aveva raggiunto i 4 milioni di iscritti con 1 milione di spettatori collegati.

## Altre iniziative
Fischbach si unì nel novembre 2014 alla commissione editrice di libri comici Red Giant Entertainment .
Nel giugno 2014 partecipa come giurato al San Diego Comic-Con International insieme all'amministratore delegato della casa editrice Benny R. Powell e gli autori David Campiti, Mort Castle, David Lawrence e Brian Augustyn . Nel 2016 è stato annunciato che apparirà nella sua personale collana di fumetti. Nel 2018 Mark annunciò, in collaborazione con Jacksepticeye, la creazione di un brand di moda dal nome, Cloak .
Nel settembre 2019, in collaborazione con la QCode Media, appare nel podcast Edge of Sleep, interpretando il protagonista ed essendone uno dei produttori.

### Tour
Nel 2017 partecipò ad un tour di spettacoli teatrali conosciuto come You're Welcome Tour , con Ethan Nestor (CrankGameplays), Wade Barnes (LordMinion777), Tyler Scheid (Apocalypto12) e Bob Muyskens (muyskerm). Inizialmente, tra il 2017 ed il 2018, erano programmate solo quattro date negli Stati Uniti, ma venne poi esteso ad altre località, e persino in Europa ed Australia .

## Filmografia

### Film
| Anno | Titolo                   | Ruolo     |
| ---- | ------------------------ | --------- |
| 2015 | Smosh: The Movie         | Sé stesso |
| 2019 | A Heist With Markiplier  | Vari      |
| 2022 | In Space With Markiplier | Vari      |

### Televisione e webserie
| Anno          | Titolo                    | Ruolo     | Note                                   |
| ------------- | ------------------------- | --------- | -------------------------------------- |
| 2013-2014     | Table Flip                | Sé stesso | 3 episodi                              |
| 2015          | Jimmy Kimmel Live!        | Sé stesso | 1 episodio                             |
| 2015          | Grumpcade                 | Sé stesso | 20 episodi                             |
| 2016          | Isabelle Ruins Everything | Apollo    | Breve                                  |
| 2016          | Scare PewDiePie           | Sé stesso | 1 episodio                             |
| 2016          | Gamers Mania              | Sé stesso | 1 episodio                             |
| 2017-presente | Villainous                | 5.0.5     | Ruolo principale                       |
| 2018–presente | 3 Peens in a Pod          | Sé stesso | Podcast                                |
| 2019          | The Edge of Sleep         | Dave      | Podcast Co-Produttore Ruolo principale |
| 2021          | Distractible              | Sé stesso | Podcast                                |
| 2024          | The Edge of Sleep         | Dave      | Adattamento TV Ruolo principale        |